# إيفرتون ناسيمنتو دي مندونسا (لاعب كرة قدم)
إيفرتون ناسيمنتو دي مندونسا هو لاعب كرة قدم برازيلي في مركز الهجوم، ولد في 3 يوليو 1993 في ماسايو في البرازيل. لعب مع جيجو يونايتد.